# Instituto Privado Argentino-Japonés
El Instituto Privado Argentino-Japonés, también conocido como Nichia Gakuin (日亜学院), es un instituto de educación primaria y secundaria bilingüe español-japonés de la ciudad de Buenos Aires, Argentina. Es la única escuela autorizada por el Ministerio de Educación de Argentina para exigir a los estudiantes estudiar el idioma japonés, y es el único instituto de educación formal bilingüe en español-japonés en Buenos Aires. Su campus se ubica entre las calles Yatay 261 y Pringles 268 en el barrio Almagro.
Ricardo Braginski de Clarín escribió que el instituto representa la comunidad de descendientes japoneses en Buenos Aires.

## Historia
El instituto tiene sus orígenes en el año 1922. En 1927 Nichia Gakuin comenzó a ofrecer cursos de idioma japonés, en tanto que en 1938 se inauguró la escuela bilingüe. Su sede inicial estaba en la calle Patagones 84. El gobierno argentino cerró la escuela en enero de 1945 cuando declaró la guerra a Japón durante la Segunda Guerra Mundial. El instituto abrió sus puertas nuevamente en 1947 y adoptó la denominación formal «Instituto Privado Argentino—Japonés» en 1978. En 1984 se mudó a su ubicación actual en la calle Yatay.